# Dan Goldstick
 (juillet 2020).
Daniel (Danny) Goldstick est un philosophe, un auteur et un militant politique canadien. Il est actuellement professeur émérite à l'Université de Toronto. 

## Biographie universitaire
Goldstick voit le jour à Toronto. Après avoir obtenu son Baccalauréat ès arts de l’Université de Toronto en 1962, il poursuit des études supérieures à l'Université d'Oxford, où il obtient une Maitrise en philosophie en 1964 et un Doctorat en philosophie en 1969. Bien qu’il soit revenu au Canada en 1965, sa thèse, sous la direction d'Alfred Jules Ayer, tente de réfuter l'empirisme. En 1965, il occupe un poste de chargé de cours à l'Université Carleton, et en 1967, il y devient professeur adjoint. Mais la même année, il retourne à Toronto après que les membres du département de philosophie, David Savan et David Gauthier aient persuadé l’autre faculté de négliger sa politique radicale. 
À Toronto, Goldstick enseigne le marxisme, l'apriorité synthétique et l’éthique. Son travail en philosophie se concentre sur des sujets de métaphysique et d’épistémologie. Son travail philosophique comprend environ 75 articles notamment : 
- « Methodological Conservatism » (paru dans la revue American Philosophical Quarterly, 1971)
- « Dialectics versus Metaphysics » (paru dans la revue Explorations in Knowledge, 1988)
- « Cognitive Reason » (paru dans la revue Philosophy and Phenomenological Research, 1992)

Il est l'auteur de Reason, Truth, and Reality, une « défense du rationalisme pré-kantien ». Ce livre interroge à savoir : Dans quelle sorte de monde habitons-nous? Et quelles obligations morales avons-nous? Selon le critique Peter Tramel, ses efforts aboutissent à des arguments pour l'impermanence universelle, la causalité déterministe continue et l'utilitarisme. D'autres affirment que « ce livre aborde, essentiellement, la relation marxienne en lien avec la théorie et la pratique ». 

## Militantisme
Dan Goldstick est issu d’une famille juive progressiste. Sa mère est avocate et milite contre la guerre. Elle est une amie de politiciens tels que JS Woodsworth et Tim Buck. Selon Hewitt (2002), Goldstick fait l'objet d'une surveillance illicite de la part de la Gendarmerie royale du Canada (GRC) et ce, depuis l'âge de 15 ans. 
En tant qu’élève du secondaire, Goldstick est membre de la Fédération nationale de la jeunesse ouvrière. Puis, dans les années 1950, alors qu’il est étudiant au premier cycle, il commence à s’impliquer politiquement dans la politique du mouvement étudiant à l’Université de Toronto. Plus tard, à Oxford, il fera campagne contre la guerre du Vietnam avec un jeune du nom de Tariq Ali. Depuis son retour au Canada, il travaille à de nombreuses campagnes d’action directe, y compris des questions touchant les étudiants, comme la réduction et l’élimination des frais de scolarité; contre le sexisme, l’homophobie et le racisme tels que l’affaire Dr. Chun, la solidarité internationale avec l'ANC, les Black Panthers, Angela Davis et le FMLN; ainsi que la politique électorale aux niveaux municipal, provincial et fédéral. Pendant de nombreuses années, il travaillera à l’Institut marxiste de l’Université de Toronto. Goldstick est actuellement membre du Conseil des Canadiens et milite dans les mouvements pour la paix, de lutte contre la guerre et de solidarité pour la Palestine. Il est membre de Not In Our Name, un groupe anti-sioniste, et participe chaque semaine depuis le milieu des années 2000 à un piquet de grève organisé par la librairie Chapters Indigo sur la rue Bay. Il appuie l'Alliance canadienne pour la paix, et a présenté un exposé sur la souveraineté et la paix mondiale à la Canadian Peace Research Association en 2010. 

### À la défense de l'athéisme
Goldstick participe à des débats partout au Canada sur l’existence de Dieu. Il a publiquement débattu avec des écrivains tels que Micheal R. Butler, essayant de réfuter l’argument transcendantal de Butler pour Dieu. Goldstick soutient qu’un Dieu omnipotent doit être capable d’accomplir n’importe quoi, même si cela implique une contradiction : génocide, famine, etc. De ce fait, le Dieu chrétien ne peut être omnipotent ni bienveillant, car un Dieu bienveillant et omnipotent aurait empêché l’introduction de la souffrance dans le monde. Il est conseiller pédagogique de l’Alliance séculaire de l’UofT et membre fondateur de l’Association humaniste de Toronto.

### Parti communiste du Canada
Goldstick est membre du Comité central du Parti communiste du Canada depuis très longtemps et il est un ancien membre de son exécutif, travaillant en étroite collaboration avec Miguel Figueroa et Elizabeth Rowley. Il s’est présenté à plusieurs reprises comme candidat aux élections fédérales et provinciales pour le PCC. Goldstick est le fondateur et rédacteur en chef de la revue théorique du Parti communiste The Spark. Ses récents éditoriaux abordent l’État et la nationalisation, la crise économique et la démocratie.

### Dossier électoral fédéral
Comme l'écrit Slater (2005), Goldstick s'est souvent présenté comme candidat communiste aux élections parlementaires dans l’arrondissement de Rosedale, qui compte une centaine d’électeurs communistes. Bien qu’il n’ait jamais été élu, on se souvient encore de « Red Danny » pour son sens de l’humour, de la satire et sa présence d’esprit lors des réunions publiques réunissant tous les candidats, se méritant même parfois les applaudissements les plus vifs du public à la fin des débats. 
- Élections fédérales canadiennes de 1974, Rosedale, 136 votes (gagnant : Donald Stovel Macdonald, Libéral)
- Élections partielles de 1978, Rosedale, 120 voix (gagnant : David Crombie, progressiste-conservateur)
- Élections fédérales canadiennes de 1979, Rosedale, 80 voix (gagnant : David Crombie, progressiste-conservateur)
- Élections fédérales canadiennes de 1980, Rosedale, 85 voix (gagnant : David Crombie, progressiste-conservateur)
- Élections fédérales canadiennes de 1988, Etobicoke Centre, 81 voix (gagnant : Michael Wilson, progressiste-conservateur)
- Élections fédérales canadiennes de 1993, York-Sud — Weston, 119 voix (gagnant : John Nunziata, libéral) (note : Goldstick s’était présenté à titre d’indépendant à ces élections, le Parti communiste du Canada n’étant pas reconnu comme parti officiel). Il apparaissait sur le bulletin de vote sous le nom de « Danny Red Goldstick »)
- Élections fédérales canadiennes de 2000, Toronto-Centre — Rosedale, 121 voix (gagnant : Bill Graham, Libéral)
- Élections fédérales canadiennes de 2004, Toronto-Centre, 106 voix (gagnant : Bill Graham, Libéral)